# مول المالحة
مركز تسوق المالحة (بالعبرية: קניון מלחה) أو مول القدس ويعرف أيضا بمركز تسوق القدس (بالعبرية: קַנְיוֹן יְרוּשָׁלַיִם، ڪَنْيُون يِرُوشَالايِم) ، مركز تسوق إسرائيلي يقع في المالحة.

## وصلات خارجية
- الموقع الرسمي